# 楊陽
楊陽（よう よう、ローマ字:Yang Yang (S)、1977年9月14日 - ）は、中華人民共和国のショートトラックスピードスケート選手。1994年に中国のナショナルチーム入り、1998年長野オリンピック及び2002年ソルトレークシティオリンピックに出場。銀メダル4個を含む5個のメダルを獲得。吉林省長春市出身。
楊陽と同時期に中国のショートトラックスピードスケートには「楊揚」という選手がおり、漢字の表記では、楊陽と楊揚は区別できるが、発音ではともに「Yang Yang」（ヤンヤン）となってしまうため、区別するため名前の後に「S」をつけて「楊陽S」、一方で楊揚は「楊揚A」と表記された。当初は、年長の楊揚を大(large)として「L」を、楊陽を小(small)として「S」と表記していたが、楊揚は「L」を拒んだため、2人の誕生月で区別することとし、楊陽の「S」は9月(September)、楊楊の「A」は8月（August）の意味を持つこととなった。